# Brunhuvad fnittertrast
Brunhuvad fnittertrast (Pterorhinus treacheri) är en fågel i familjen fnittertrastar inom ordningen tättingar. Arten förekommer endast på Borneo. Den minskar i antal men listas ändå som livskraftig.

## Utseende
Brunhuvad fnittertrast är en medelstor (22–24 cm) fnittertrast. Ovansidan samt bröst och buk är skiffergrå. På huvudet är den kastanjebrun på hjässan, men även ner i ansiktet. Den har vidare en vit ring kring ögat, lysande gul näbb, ett tydligt vitt stråk i vingen och kastanjebrun undergump.
Distribution

## Utbredning och systematik
Brunhuvad fnittertrast förekommer på Borneo och delas in i tre underarter med följande utbredning:
- ’'Pterorhinus treacheri damnatus – östra Sarawak
- Pterorhinus treacheri griswoldi – centrala Borneo
- Pterorhinus treacheri treacheri – Sabah

Tidigare behandlas den som underart till brunhättad fnittertrast (G. mitratus) och vissa gör det fortfarande.

### Släktestillhörighet
Brunhuvad fnittertrast placeras traditionellt i det stora fnittertrastsläktet Garrulax, men den taxonomiska auktoriteten Clements et al lyfte ut den och ett antal andra arter till släktet Ianthocincla efter DNA-studier. Senare studier visar att Garrulax består av flera, äldre utvecklingslinjer, även inom Ianthocincla. Författarna till studien rekommenderar därför att släktet delas upp ytterligare, på så sätt att brunhuvad fnittertrast med släktingar lyfts ut till det egna släktet Pterorhinus. Idag följer tongivande International Ornithological Congress och även Clements et al dessa rekommendationer.

## Levnadssätt
Brunhuvad fnittertrast hittas i fuktiga bergskogar på mellan 200 och 2800 meters höjd, men även i mer påverkad ungskog, närliggande jordbruksmark och lågväxt vegetation i gamla risfält. Den ses vanligen i par eller i smågrupper om upp till fyra eller fem fåglar, ofta tillsammans med andra fågelarter. Fågeln födosöker i nedre och medelhöga skikten på jakt efter insekter, men tar även små snäckor, frukt, bär och frön.
[[Fil:Chestnut-hooded Laughingthrush (Garrulax treacheri) 2.jpg[thumb|right]]

### Häckning
Häckningssäsongen sträcker sig från februari till april. Det grunda skålformade boet av rötter och växtfibrer placeras tre till nio meter ovan mark i snår av ormbunkar som hänger ner från ett träd. Däri lägger den två ägg. Boparasitism från större hökgök har noterats.

## Status och hot
Arten har ett stort utbredningsområde, men tros minska i antal, dock inte tillräckligt kraftigt för att den ska betraktas som hotad. Internationella naturvårdsunionen IUCN listar därför arten som livskraftig (LC).

## Namn
Fågelns vetenskapliga artnamn hedrar den brittiska kolonialadministratören William Hood Treacher (1849-1919), guvernör över British North Borneo 1881-1887 och resident general över Förenade malajstaterna 1902-1904.